# Падула Бјанка (Лече)
Падула Бјанка (итал. Padula Bianca) је насеље у Италији у округу Лече, региону Апулија.
Према процени из 2011. у насељу је живело 10 становника. Насеље се налази на надморској висини од 0 м.